# Mengusovská dolina
Die Mengusovská dolina (deutsch Mengsdorfer Tal, ungarisch Menguszfalvi-völgy, polnisch Dolina Mięguszowiecka) ist ein Talkomplex in der Slowakei auf der südlichen Seite der Hohen Tatra. Die Hauptachse des Tals ist etwa 7,5 Kilometer lang und erstreckt sich bis zum Hauptkamm der Hohen Tatra zwischen Čubrina und Ťažký štít. Das Tal bedeckt eine Fläche von etwa 16 km². 

## Seitentäler und Abgrenzung

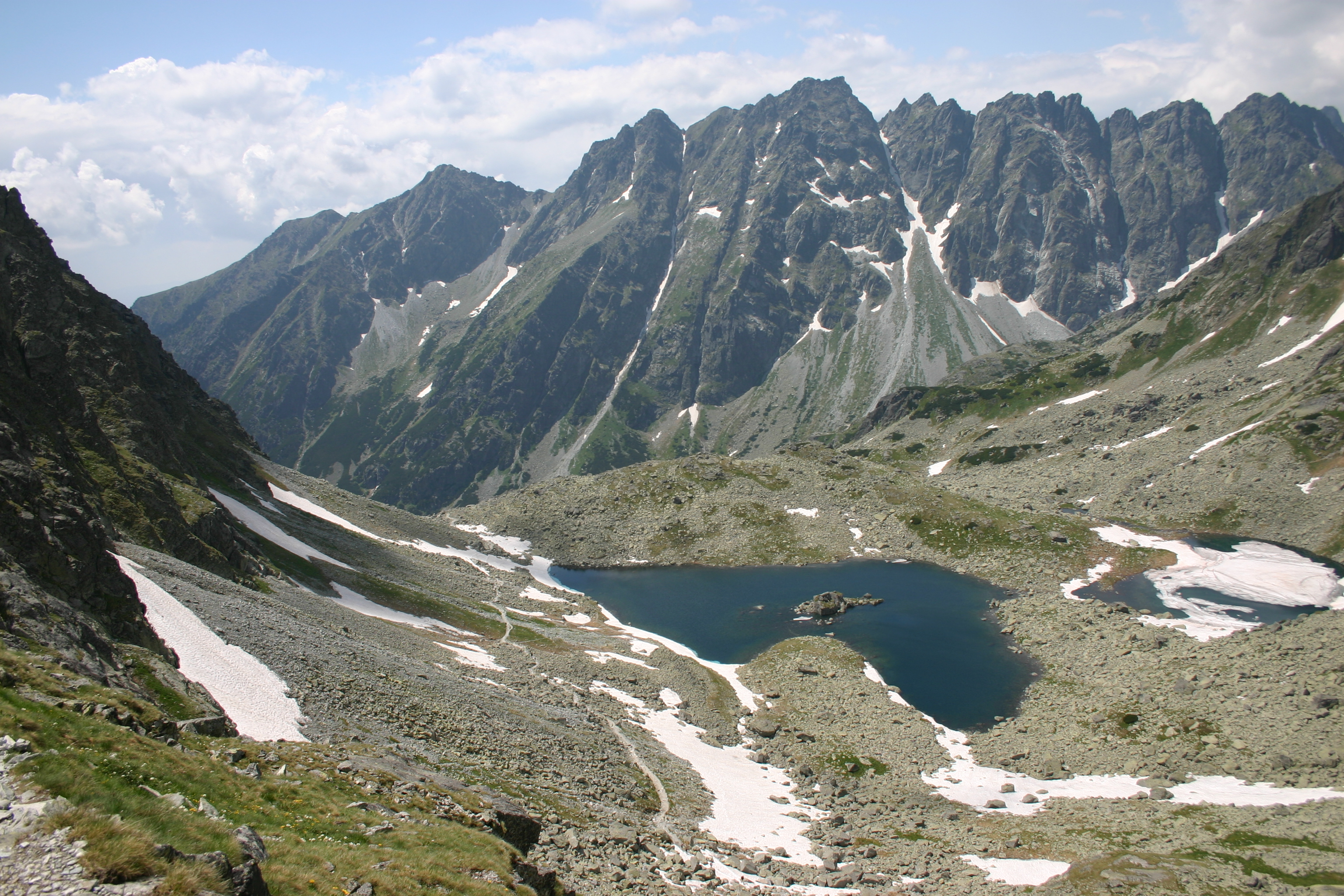
Das Seitental Žabia dolina mengusovská

Neben dem Haupttal umfasst die Mengusovská dolina auch weitere Seitentäler und Kessel: von Popradské pleso aus verläuft das Tal Zlomiská (auch Zlomisková dolina, deutsch Trümmertal) nach Nordosten mit eigenen Seitentälern, im oberen Teil teilt der Seitengrat des Felsturm Hincova vežička das Tal in zwei Äste, nämlich den Hochgebirgskessel Hincova kotlina (deutsch Hinzenseekar) im Nordwesten und das Tal Žabia dolina mengusovská (deutsch Froschseetal) im Nordosten.
Das Tal grenzt, getrennt durch den Hauptkamm, an das polnische Tal Dolina Rybiego Potoku im Norden und slowakische Täler Ťažká dolina (mit dem 2547 m n.m. hohen Berg Vysoká) und Kačacia dolina im Talkomplex der Bielovodská dolina im Norden, weiter Batizovská dolina im Osten sowie Štôlska dolina und Dolina Veľkej Hučavy im Südosten, hier durch Seitengrat der Končistá getrennt. Im Süden geht das Tal allmählich Richtung Kessel Podtatranská kotlina über. Im Westen befindet sich das Tal Mlynická dolina, getrennt durch den Seitengrat Hrebeň bášt, und im Nordwesten die Täler Temnosmrečinská dolina und Hlinská dolina, getrennt durch die Hauptachse des Seitengrats von Kriváň.

## Gewässer

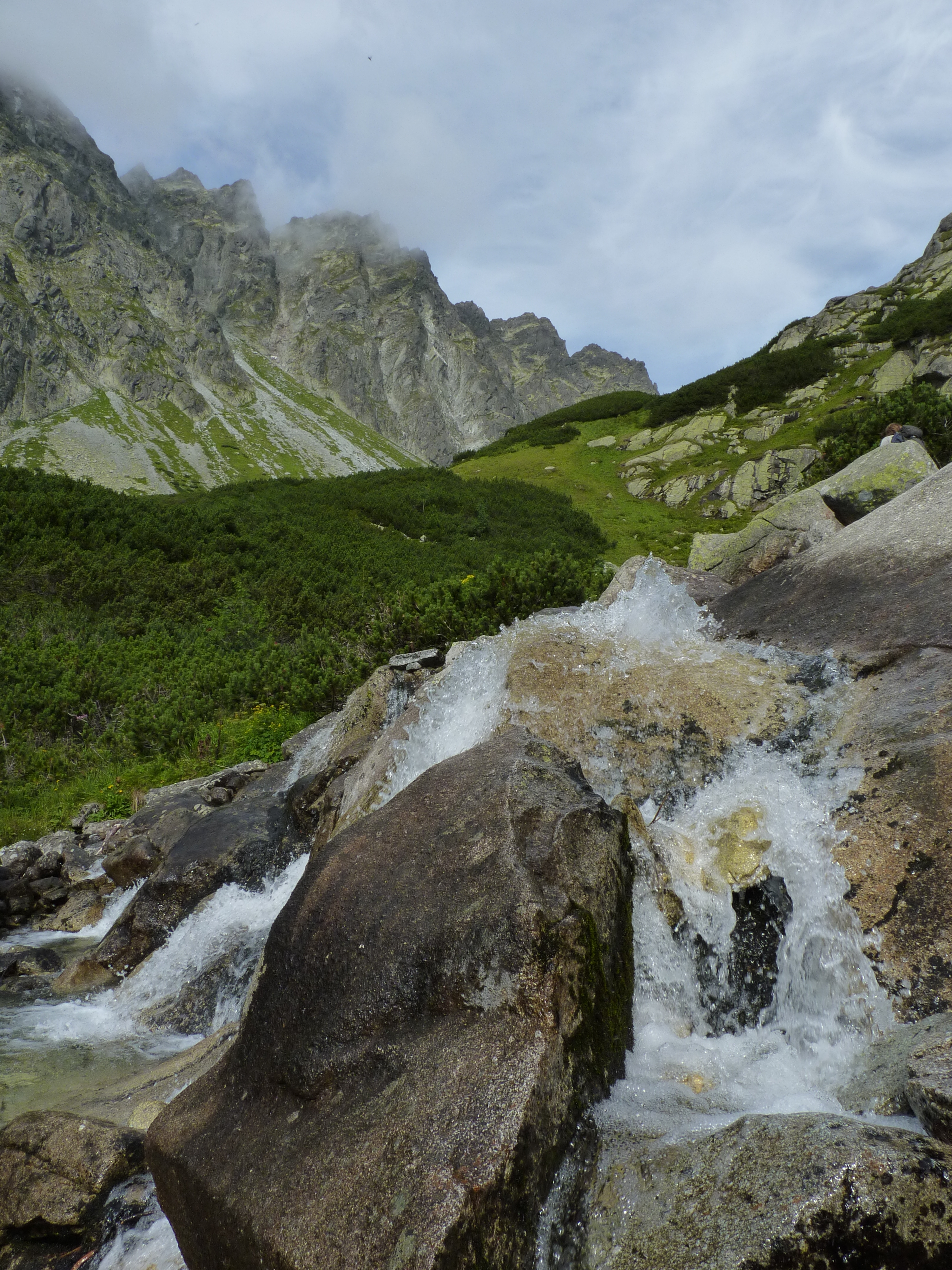
Der Hincov potok

Durch die Mengusovská dolina fließen der Bach Hincov potok mit dem linksseitigen Zufluss Žabí potok. Aus dem Tal Zlomiská kommt der Bach Ľadový potok mit der Mündung im Bergsee Popradské pleso. Der Abfluss Krupá vereinigt sich weiter flussabwärts mit dem Hincov potok zum Poprad. Des Weiteren finden man hier einige Bergseen (slowakisch Einzahl pleso): im unteren Teil befindet sich der schon erwähnte Popradské pleso, in der Hincova kotlina liegt der größte Bergsee der Slowakei, Veľké Hincovo pleso, sowie die kleineren Seen Malé Hincovo pleso und Hincove oká. In der Žabia kotlina sind drei Seen, nämlich Veľké Žabie pleso mengusovské, Malé Žabie pleso mengusovské und Vyšné Žabie pleso mengusovské. Im Seitental Zlomiská sind zum Beispiel Ľadové pleso mengusovské, Dračie pleso und Rumanovo pleso zu finden.

## Name und Geschichte
Der Name des Tals leitet sich vom Namen der Gemeinde Mengusovce, deren Gemeindegebiet das Tal bis 1947 bedeckte, ab. Im Deutschen erschienen auch die archaische Form Mingsdorfer Tal und gelegentlich die magyarisierte Form Menguszfalver Tal, im Ungarischen tauchte gelegentlich die germanisierte Form Mengsdorfi völgy auf. Der untere Talabschnitt hieß im Deutschen auch Popperthal. Das Tal war vom Mittelalter bis 1897 Teil des sogenannten Herrschaftsguts von Batizovce (deutsch Botzdorf), das 1264 der comes Botyz, ein Vorfahre des Geschlechts Máriássy, vom ungarischen König Béla IV. in einer Donationsurkunde erhielt. Das Benediktinerkloster im nahen Ort Štôla betrieb am Fuße des Bergs Patria ein Kupferbergwerk. 1897 erwarb große Teile des Tals der deutsche Fürst Christian Kraft zu Hohenlohe-Öhringen, bevor die tschechoslowakischen Staatsforste dessen Besitz im Jahr 1928 kauften.

## Tourismus

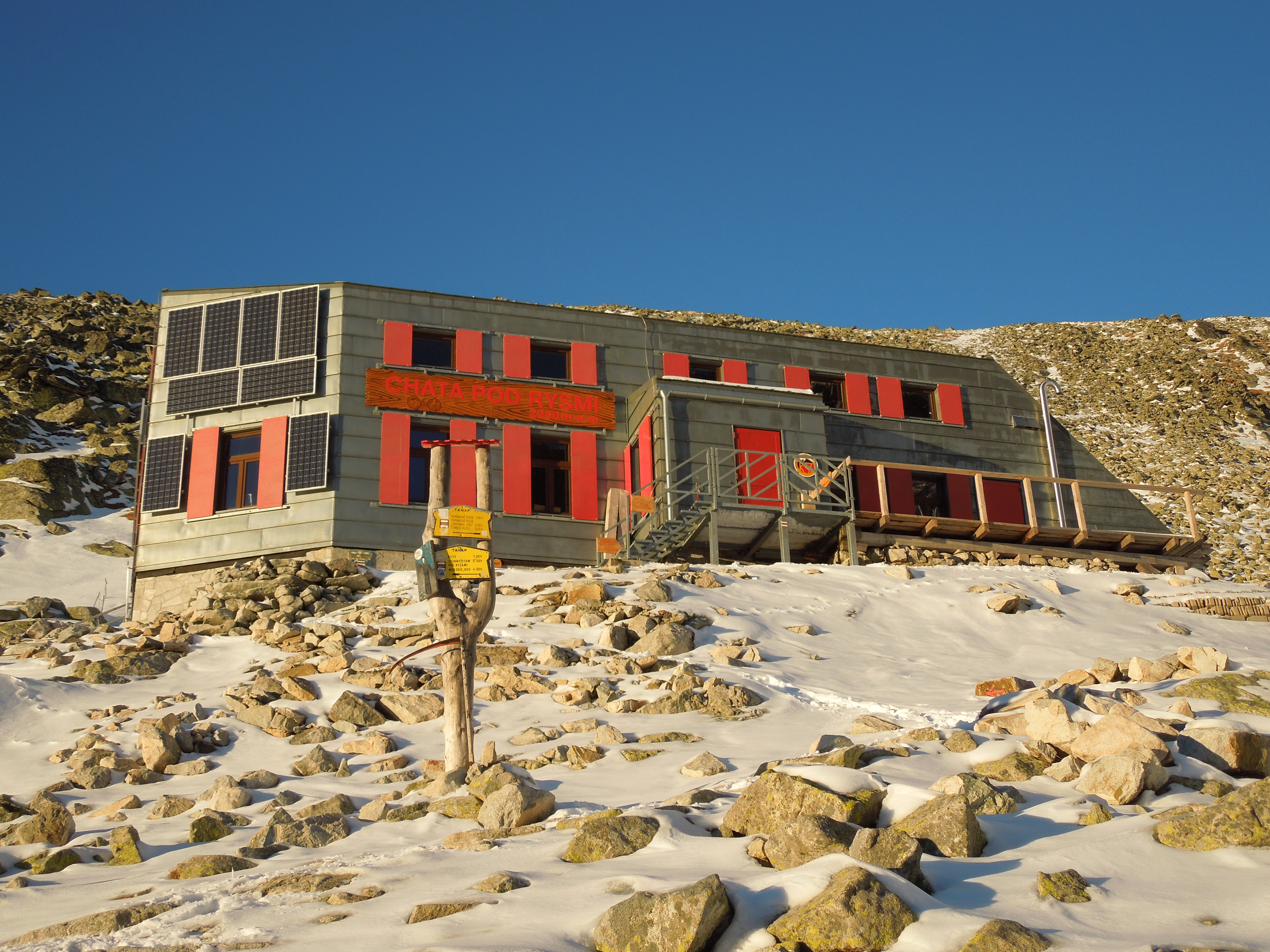
Die Chata pod Rysmi

Das Tal ist durch mehrere Wanderwege erschlossen: durch das Tal verläuft ein blau markierter Wanderweg von der Haltestelle Popradské Pleso der Elektrischen Tatrabahn zum Popradské pleso und weiter entlang des Hincov potok zum Sattel Vyšné Kôprovské sedlo. Noch vor Popradské pleso zweigt ein gelb markierter Wanderweg zum Symbolischen Friedhof ab, westlich von Popradské pleso trifft dann dieser Weg einen grün markierten Weg von Štrbské Pleso heraus sowie den rot markierten Wanderweg Tatranská magistrála auf der Teilstrecke von Štrbské Pleso zum Berghotel Sliezsky dom. Am Abzweig Nad Žabím potokom beginnt ein weiterer rot markierter Weg zum Sattel Váha und Berg Rysy, mit einem Übergang nach Polen.
Am Ufer von Popradské pleso stehen zwei Berghütten, nämlich die Majláthova chata und die Chata pri Popradskom plese. Unterhalb des Bergmassivs von Rysy steht auf einer Höhe von 2250 m n.m. die Chata pod Rysmi, die höchstgelegene Berghütte sowohl der Hohen Tatra als auch der Slowakei.